# Pancreatitis post CPRE
Pancreatitis post CPRE La pancreatitis es una de las consecuencias más relevantes en la ejecución de la Colangiopancreatografía Retrógrada Endoscópica, conocida por sus siglas como: CPRE.
La CPRE es un estudio de imagen llamado Colangiopancreatografía Retrograda Endoscópica (CPRE) que permite un posible el diagnóstico y tratamiento en un alto porcentaje de los casos en la patología oclusiva en la vía biliar - pancreática. La CPRE es la mejor técnica en pacientes de alto riesgo, es importante identificar a los pacientes que la requieren, conocer ampliamente la técnica y posibles complicaciones, como lo es la pancreatitis aguda.

## Pancreatitis post CPRE
La pancreatitis post CPRE es una complicación de un estudio terapéutico que puede tener complicaciones graves e incluso mortalidad. Es importante conocer que hay posibilidad de disminuir la incidencia de esta complicación Los factores de riesgo permiten al médico evaluar la mejor estrategia para disminuir las posibilidades de riesgo para el paciente. Sin embargo, de momento no existe una escala para asignar la relevancia de las complicaciones para cada factor de riesgo del paciente.

### Epidemiología y fisiopatología
La pancreatitis aguda es la complicación más frecuente de la CPRE, la presentan entre el 2 y el 9 % en pacientes no seleccionados y 40 % en grupos de alto riesgo. La mortalidad puede llegar a ser de hasta 250 fallecimientos al año en 2.500 casos de pancreatitis grave post CPRE en Estados Unidos. La incidencia de esta complicación puede variar según: características del paciente, el médico y el procedimiento.
Existen criterios para la pancreatitis aguda asociada a CPRE:
1. Elevación enzimática tres veces sobre el valor máximo.
2. Asociada a dolor típico agudo aumentando en las primeras 24 horas tras el procedimiento, puede tardar varios días o desarrollar necrosis, pseudoquiste o llegar a necesitar cirugía.

El daño en el páncreas se genera como complicaciones múltiples, en el cual puede existir daño mecánico por edema de conducto pancreático y papila por lesiones causadas en la manipulación de la vía por el procedimiento. También puede existir daño químico por utilización de medios de contrastes. El daño térmico por la corriente aplicada en la esfínterotomia e infección de vía pancretica por bacterias del tracto digestivo y además al darse todos estos cambios se llega a desencadenar una autodigestion tisular por activación de tripsina.
Se relacionan diferentes teorías implicados en la pacreatitis:
- Trauma mecánico de la papila durante la instrumentación
- Incremento de la presión hidrostática
- Ascinarización del páncreas

### Factores de riesgo
Los factores de riesgo permiten obtener una visualización de las posibles complicaciones que se pueden presentar al realizar el procedimiento, mientras más factores presente el paciente más probabilidad existe de una pancreatitis luego del procedimiento.
Entre los más relevantes se encuentran:
- Sexo femenino
- Sospecha de disfunción del esfínter de Oddi
- Diámetro pequeño de vía biliar principal
- Edad < 60 años
- Pancreatitis recurrente
- Canulación difícil o fallida
- Ampulectomía

Las mujeres y los menores de 60 años han presentado según varios estudios un riesgo mayor . La disfunción del esfínter de Oddi también es un factor que aumenta el riesgo sin importar el tipo de disfunción, si anteriormente ha presentado pancreatitis por el procedimiento aumenta el riesgo que nuevamente lo presente. Otros factores que llaman la atención porque están ausentes en la lista de factores de riesgo es la pancretaitis crónica que más bien actúa como un factor protector y también la estrechez de la vía biliar <5 mm desde la no se asocia a un aumento de riesgo de complicación por pacncretitis luego de la CPRE. Sin embargo los factores de riesgo no pertenecen solo a l paciente, también se atribuye a la técnica y experiencia entre otros.

#### Lista de factores de riesgo
Dependientes del paciente:
- Mujer
- Disfunción del esfínter de Oddi
- Pancreatitis previa
- Edad joven (< 30 a 55 años)
- Ausencia de pancreatitis crónica
- Ausencia de coledocolitiasis
- Manometría del esfínter de Oddi

Según endoscopista:
- Experiencia

Dependientes de la técnica:
- Inyección de contraste en el conducto pancreático
- Pre-corte
- Dificultad de cateterización
- Esfínterotomía pancreática
- Cepillado del conducto pancreático
- Acinarización del páncreas

### Cómo lograr disminuir la pancreatitis post CPRE
Se han investigado diferentes estrategias con el fin de prevenir la pancreatitis post CPRE principalmente en aquellos que presentan varios factores de riesgo. Los siguientes son algunos de los mecanismos que permiten disminuir la incidencia:
- En el procedimiento la canulación difícil se considera un factor de riesgo independiente para el desarrollo de pancreatitis. El uso de canulación selectiva permite prevenir el daño químico o de presión por medio de contraste. El daño también puede deberse a temperatura y aumentar el riesgo de la pancreatitis post CPRE.
- En la actualidad se ha utilizado el tratamiento farmacológico para disminuir los casos de pancreatitis post CPRE, sin embargo no tiene un amplio beneficio clínico. Los más utilizados son la somástatina y los octréotidos (el octréotido genera un aumento de la presión del esfínter de Oddi) para disminuir la secreción pancreática por el aumento de la presión de la vía pancreática - biliar. Igualmente se ha dado el uso del gabexate que es antagonista sintético de la proteasa, pero ninguno de los medicamentos ha dado resultados favorablees en los estudios realizados. Para disminuir la estreches del esfínter de Oddi el uso de nitroglicerina sublingual o transdérmica se logra disminuir el espasmo.
- Es importante establecer una buena elección de pacientes y elegir sobre la base de los factores de riesgo e individualizar los casos para evitar la presentación de una pancreatitis post CPRE. La técnica hoy en día se reserva principalmente para fines terapéuticos, en su lugar se utilizan otros métodos para diagnóstico. Se recomienda evaluar los casos exhaustivamente para evitar procedimientos innecesarios
- Se puede disminuir la pancreatitis post CPRE con el uso de prótesis pancreaticas, el mecanismo por el cual las prótesis evitan la pancreatitis post CPRE no es claro, sin embargo se cree que es por la mejora en cuanto al drenaje enzimático. Las prótesis varían en cuanto a calibre, longitud, forma y material. Se debe analizar la población que mejor se logre beneficiar con la colocación de prótesis pancreática por complicaciones adicionales, tiempo, tipo de guías, entre otros datos necesarios para el bienestar del paciente. Las protesisis se colocan por 3-6 horas para pacientes de riesgo medio y 24-48 horas para pacientes de alto riesgo luego del CPRE. Se han descrito complicaciones relacionadas con la colocación de prótesis pancreáticas como pancreatitis aguda, estenosis del conducto pancreático e incluso pancreatitis crónica. Según el tamaño así será el daño a la vía, y a mayor longitud menor probabilidad de migración interna; las pestañas que presentan generan migración y daño en el ducto, es recomedable utilizar modelos sin pestañas internas o con al menos una pestaña de materiales blandos

### Tratamiento

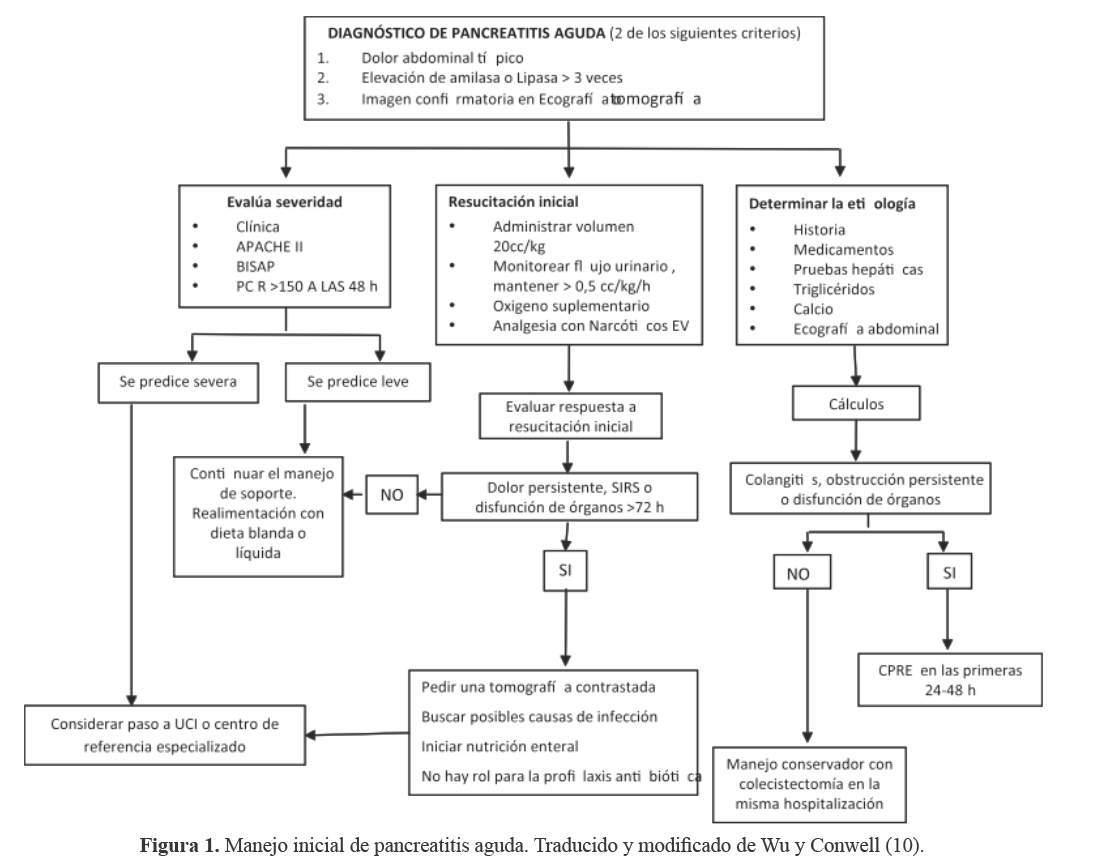
Guía de tratamiento pancreatitis aguda.

Es importante generar un diagnóstico precoz para tener una evolución positiva en la función pancreática. Es importante evaluar la severidad con las escalas de APACHE y BISAB. Además dar el soporte necesario con una hidratación, oxígeno y analgesia. Se utilizan algunos analgésicos para disminuir el dolor y se suspende la ingesta, además se coloca una sonda para extraer los contenidos gástricos.